# Cantón de Vivancourt
El cantón de Vavincourt era una división administrativa francesa, que estaba situada en el departamento de Mosa y la región de Lorena.

## Composición
El cantón estaba formado por once comunas:
- Behonne
- Chardogne
- Érize-la-Brûlée
- Érize-Saint-Dizier
- Géry
- Naives-Rosières
- Raival
- Resson
- Rumont
- Seigneulles
- Vavincourt

## Supresión del cantón de Vavincourt
En aplicación del Decreto n.º 2014-166 de 17 de febrero de 2014, el cantón de Vavincourt fue suprimido el 22 de marzo de 2015 y sus 11 comunas pasaron a formar parte; ocho del nuevo cantón de Bar-le-Duc-1 y tres del nuevo cantón de Bar-le-Duc-2.